# Inglés de las Islas de la Bahía
El inglés de las Islas de la Bahía o criollo de las Islas de la Bahía es una variedad del inglés hablado en el departamento de las Islas de la Bahía (Guanaja, Roatán, Útila), Honduras. Esta variedad desciende del inglés de las Islas Caimán. Los habitantes del continente conocen este idioma como Caracol. Ethnologue informó que había 22.500 hablantes nativos en 2001.